# 纳塔莉·比约恩
纳塔莉·比约恩（瑞典語：Nathalie Björn，1997年5月4日—），瑞典女子足球运动员。她曾代表瑞典参加2020年夏季奥林匹克运动会足球比赛，获得一枚银牌。她也参加了2019年国际足联女子世界杯。